# HD80282
HD80282 — хімічно пекулярна зоря спектрального класу A0, що має видиму зоряну величину в смузі V приблизно  7,6.
Вона  розташована на відстані близько 1698,7 світлових років від Сонця.

## Фізичні характеристики
Телескоп Гіппаркос зареєстрував фотометричну змінність  даної зорі з періодом    2,05 доби в межах від  Hmin= 7,57 до  Hmax= 7,52.

## Пекулярний хімічний склад
Зоряна атмосфера HD80282 має підвищений вміст 
Si
.